# リチャード・バーグマン
リチャード・バーグマン（Richard Bergmann 1919年4月10日 – 1970年4月5日）は、オーストリア/イングランドの卓球選手。

## 経歴
1919年にオーストリアに生まれ、12歳で卓球を始めた。
1936年に初めて世界選手権に出場しシングルスで銅メダルを獲得。翌1937年には17歳の若さで世界チャンピオンになった。これは男子シングルス優勝の史上最年少記録である。
1938年にナチス・ドイツの侵攻を受けイングランドに亡命し、以降イングランドの代表としてビクトル・バルナらと共に活躍した。また、1950年代に世界初のプロ卓球選手になった。
1993年に世界卓球殿堂入りした。